# (3840) Mimistrobell
(3840) Mimistrobell est un astéroïde de la ceinture principale.

## Description
(3840) Mimistrobell est un astéroïde de la ceinture principale. Il fut découvert le 9 octobre 1980 à l'Observatoire Palomar par Carolyn S. Shoemaker. Il présente une orbite caractérisée par un demi-grand axe de 2,25 UA, une excentricité de 0,08 et une inclinaison de 3,9° par rapport à l'écliptique.

## Compléments